# Timana lepturges
Timana lepturges är en fjärilsart som beskrevs av Louis Beethoven Prout 1928. Timana lepturges ingår i släktet Timana och familjen mätare. Inga underarter finns listade i Catalogue of Life.